# La Comelle
La Comelle és un municipi francès, situat al departament de Saona i Loira i a la regió de Borgonya - Franc Comtat. L'any 2007 tenia 185 habitants.

## Demografia

### Població
El 2007 la població de fet de La Comelle era de 185 persones. Hi havia 79 famílies, de les quals 25 eren unipersonals (8 homes vivint sols i 17 dones vivint soles), 29 parelles sense fills, 21 parelles amb fills i 4 famílies monoparentals amb fills.
La població ha evolucionat segons el següent gràfic:
Habitants censats

### Habitatges
El 2007 hi havia 150 habitatges, 82 eren l'habitatge principal de la família, 58 eren segones residències i 10 estaven desocupats. 149 eren cases i 1 era un apartament. Dels 82 habitatges principals, 61 estaven ocupats pels seus propietaris, 16 estaven llogats i ocupats pels llogaters i 5 estaven cedits a títol gratuït; 1 tenia una cambra, 5 en tenien dues, 12 en tenien tres, 26 en tenien quatre i 37 en tenien cinc o més. 56 habitatges disposaven pel capbaix d'una plaça de pàrquing. A 43 habitatges hi havia un automòbil i a 27 n'hi havia dos o més.

### Piràmide de població
La piràmide de població per edats i sexe el 2009 era:
| Homes | Edats   | Dones |
| ----- | ------- | ----- |
| 0     | 95 o +  | 0     |
| 0     | 90 a 94 | 0     |
| 0     | 85 a 89 | 0     |
| 0     | 80 a 84 | 0     |
| 0     | 75 a 79 | 4     |
| 16    | 70 a 74 | 4     |
| 8     | 65 a 69 | 12    |
| 4     | 60 a 64 | 4     |
| 8     | 55 a 59 | 8     |
| 4     | 50 a 54 | 8     |
| 16    | 45 a 49 | 0     |
| 12    | 40 a 44 | 4     |
| 4     | 35 a 39 | 12    |
| 4     | 30 a 34 | 0     |
| 4     | 25 a 29 | 8     |
| 4     | 20 a 24 | 0     |
| 8     | 15 a 19 | 0     |
| 8     | 10 a 14 | 4     |
| 4     | 5 a 9   | 0     |
| 8     | 0 a 4   | 4     |

## Economia
El 2007 la població en edat de treballar era de 130 persones, 86 eren actives i 44 eren inactives. De les 86 persones actives 75 estaven ocupades (44 homes i 31 dones) i 10 estaven aturades (6 homes i 4 dones). De les 44 persones inactives 20 estaven jubilades, 8 estaven estudiant i 16 estaven classificades com a «altres inactius».

### Ingressos
El 2009 a La Comelle hi havia 85 unitats fiscals que integraven 184 persones, la mediana anual d'ingressos fiscals per persona era de 14.156 €.

### Activitats econòmiques
Dels 10 establiments que hi havia el 2007, 1 era d'una empresa de construcció, 2 d'empreses de comerç i reparació d'automòbils, 5 d'empreses de serveis i 2 d'entitats de l'administració pública.
L'any 2000 a La Comelle hi havia 19 explotacions agrícoles que ocupaven un total de 1.554 hectàrees.

## Equipaments sanitaris i escolars
El 2009 hi havia una escola elemental integrada dins d'un grup escolar amb les comunes properes formant una escola dispersa.

## Poblacions més properes
El següent diagrama mostra les poblacions més properes.